# Praxis mit Meerblick
Praxis mit Meerblick ist eine deutsche Fernsehreihe, die seit 2016 im Auftrag der ARD-Degeto für Das Erste produziert wird. Die einzelnen Folgen haben eine Länge von ca. 90 Minuten und werden im Rahmen der Reihe Endlich Freitag im Ersten ausgestrahlt. Die Produktion erfolgt durch die 2011 gegründete Filmproduktionsfirma Real Film Berlin. Hauptfigur dieser Ärzteserie ist die von Tanja Wedhorn verkörperte Ärztin Nora Kaminski, die nach Rügen in die Praxis ihres Studienfreundes Dr. Richard Freese (Stephan Kampwirth) überwechselt, nachdem sie von ihrer Arbeit auf einem Kreuzfahrtschiff wegen einer angeblichen Verfehlung freigestellt wurde. Die Ärztin ohne Doktortitel will ihr Leben auf der Insel neu ordnen.

## Inhalt
Nora Kaminski stammt aus dem Ruhrgebiet und war Ärztin auf einem Luxus-Kreuzfahrtschiff. Nachdem sie einem herzkranken Patienten ein Potenzmittel unter der Hand verkauft haben soll, wird sie von ihrem Arbeitgeber vorläufig beurlaubt und von der Familie des verstorbenen Patienten zivilrechtlich verklagt. Ihr Anwalt hat zuvor dafür gesorgt, dass ein gegen Kaminski eingeleiteter Strafprozess eingestellt wird. Die Ärztin kommt in der Praxis ihres besten Freundes Dr. Richard Freese auf Rügen unter (die beiden haben sich im Studium kennen gelernt). Dort sieht sie sich – nicht zuletzt wegen ihrer direkten Art – mit vielen Problemen konfrontiert. Nachdem sie mit ihrem Vermieter wenig Glück hatte, bildet sie bereits nach kurzer Zeit mit Freese eine Wohngemeinschaft in dessen Haus. Auch Noras Sohn Kai quartiert sich bei Freese ein, nachdem er sein Jurastudium vorübergehend unterbrochen hatte, um sich selbst zu finden. In der Praxis seiner Mutter lernt er die Arzthelferin Mandy Petersen kennen und lieben. Nachdem Nora Kaminski mit Hilfe ihres Ex-Mannes Peer Kaminski den Zivilprozess für sich entscheiden und die Behauptungen der Gegenseite als Lüge entlarven konnte, kann sie jedoch nur kurz aufatmen. Bei einer Fahrt mit seinem neu erworbenen Motorrad verunglückt Dr. Richard Freese tödlich.
Nora Kaminski steht nach dem Unfalltod Freeses vor der Herausforderung, die Praxis erst einmal allein weiterzuführen. Ihr fehlender Doktortitel erschwert das Unterfangen zusätzlich, doch sie stellt eine Stellenbeschreibung aus, auf die sich letztlich ihr Schweizer Kollege Dr. Hannes Stresow bewirbt, mit dem sie anfänglich nicht allzu gut zurechtkommt. Privat kommt es für Nora Kaminski wieder zu mehr Kontakt zu ihrem Ex-Mann Peer, da dieser gemeinsam mit seiner neuen Frau Doro von Hamburg auf die Insel gezogen ist, wo er sich ein Appartement und ein Boot gekauft hat. Als es zwischen Doro und Peer kriselt, sucht er wieder die Nähe zu Nora und schließlich schlafen die beiden auf seinem Boot miteinander. Am nächsten Morgen versucht Nora erstmal Abstand zu ihrem Ex-Mann zu halten, um in ihm keine alten Gefühle wieder zu erwecken, denn sie sieht in ihm nur noch einen guten Freund. Kai wiederum ist noch in Mandy verliebt, die gerade ein Verhältnis mit Krankenpfleger Jan hat. Als Mandy in einer gemeinsamen Partynacht mit Jan Fahrerflucht begeht, wendet sie sich am nächsten Tag mit schlechtem Gewissen an Kai, weil er ja Jura studiert. Er will ihr helfen und deckt sie, weil er sie noch liebt. Auch Mandy, die nach dem Zwischenfall Schluss mit Jan gemacht hat, empfindet weiterhin Gefühle für ihn. Als Kai erfährt, dass sie schwanger ist und das nicht von ihm, beweist er ihr seine Liebe, indem er trotzdem weiter zu ihr hält. Dr. Stresow will unterdessen in die Schweiz zurück. Er entscheidet sich aber nach einer Abschiedsfeier am Ende der neunten Folge, weiter der Praxispartner von Nora Kaminski zu bleiben.

## Besetzung
| Schauspieler        | Rolle                | Episoden         | Zeitraum         | Bemerkungen                                                                                    |
| ------------------- | -------------------- | ---------------- | ---------------- | ---------------------------------------------------------------------------------------------- |
| Tanja Wedhorn       | Nora Kaminski        | 1–               | 2017–            | Ärztin, Mutter von Kai Kaminski, Exfrau von Peer Kaminski, später Freundin von Max Jensen      |
| Stephan Kampwirth   | Dr. Richard Freese † | 1–4              | 2017–2019        | Praxisbesitzer, Studienfreund von Nora Kaminski, stirbt bei einem Motorradunfall               |
| Morgane Ferru       | Mandy Petersen       | 1–20, 23–24, 26  | 2017–            | Arzthelferin in der Praxis von Nora Kaminski und Dr. Freese bzw. Dr. Stresow, Freundin von Kai |
| Michael Kind        | Michael Kubatsky     | 1–               | 2017–            | gut vernetzter Rentner                                                                         |
| Patrick Heyn        | Dr. Axel Heckmann    | 1–               | 2017–            | Arzt im örtlichen Krankenhaus                                                                  |
| Anne Werner         | Dr. Maja Pirsich     | 1–               | 2017–            | Ärztin im örtlichen Krankenhaus                                                                |
| Anja Antonowicz     | Joanna Krupka        | 1–5              | 2018–2019        | Verlobte von Dr. Freese                                                                        |
| Lukas Zumbrock      | Kai Kaminski         | 2–17, 26         | 2018–2023, 2025  | Sohn von Nora und Peer Kaminski, Freund von Mandy                                              |
| Andreas Birkner     | Uwe Teweleit         | 2–3              | 2018             | Rettungsassistent                                                                              |
| Dirk Borchardt      | Peer Kaminski        | 3–14, 21–        | 2018–2022, 2024– | Anwalt, Exmann von Nora Kaminski, Vater von Kai Kaminski                                       |
| Petra Kelling       | Roswitha Wing        | 3–               | 2019–            | Notfallpatientin, später Vermieterin von Nora Kaminski, Stiefmutter von Dr. Heckmann           |
| Bo Hansen           | Lars Hinrichs        | 4–               | 2019–            | Rettungssanitäter                                                                              |
| Benjamin Grüter     | Dr. Hannes Stresow   | 6–               | 2019–            | Arzt, Praxiskollege von Nora, Onkel von Erik und Lisa                                          |
| Thomas Schimanski   | Jan Claasen          | 6–18, 24         | 2019–2023, 2025  | Pfleger im örtlichen Krankenhaus, Ex-Affäre von Mandy                                          |
| Anne Weinknecht     | Jana Bug             | 8–               | 2020–            | Freundin von Dr. Hannes Stresow                                                                |
| Jack Owen Berglund  | Mika Bug             | 9–14             | 2020–2022        | Sohn von Jana Bug                                                                              |
| Bernhard Piesk      | Max Jensen           | 13–              | 2022–            | Architekt, Bootsbauer, Freund von Nora Kaminski                                                |
| Ruby M. Lichtenberg | Klara Jensen         | 14–19, 21, 24–25 | 2023–2025        | Tochter von Max Jensen                                                                         |
| Tina Amon Amonsen   | Franziska Jäger      | 15–20, 22, 24–   | 2022–2025        | Schwester von Nora Kaminski                                                                    |

## Episodendetails
| Folge | Titel                      | Erstausstrahlung | Regie             | Drehbuch                           | Einschaltquoten       | Drehorte                                                                  | Arbeitstitel                              | Drehzeitraum          |
| ----- | -------------------------- | ---------------- | ----------------- | ---------------------------------- | --------------------- | ------------------------------------------------------------------------- | ----------------------------------------- | --------------------- |
| 1     | Willkommen auf Rügen       | 21. April 2017   | Jan Růžička       | Lars Albaum, Michael Vershinin     | 5,11 Mio. (16,5 % MA) | Rügen und Stralsund                                                       | Praxis mit Meerblick                      | 27.09.2016–27.10.2016 |
| 2     | Brüder und Söhne           | 13. April 2018   | Sibylle Tafel     | Marcus Hertneck, Michael Vershinin | 4,43 Mio. (14,3 % MA) | Sassnitz, Binz, Bergen (Rügen), Stralsund, Berlin                         |                                           | 22.08.2017–24.10.2017 |
| 3     | Der Prozess                | 20. April 2018   | Sibylle Tafel     | Marcus Hertneck, Michael Vershinin | 3,76 Mio. (14,5 % MA) | Sassnitz, Binz, Bergen (Rügen), Stralsund, Berlin                         | Praxis mit Meerblick – In Gottes Hand     | 22.08.2017–24.10.2017 |
| 4     | Unter Campern              | 8. März 2019     | Jan Růžička       | Michael Vershinin                  | 5,64 Mio. (18,6 % MA) | Rügen, Berlin Brandenburg                                                 | Praxis mit Meerblick IV                   | 07.05.2018–07.07.2018 |
| 5     | Der einsame Schwimmer      | 15. März 2019    | Jan Růžička       | Michael Vershinin                  | 5,26 Mio. (16,9 % MA) | Rügen, Berlin Brandenburg                                                 | Praxis mit Meerblick V                    | 07.05.2018–07.07.2018 |
| 6     | Auf zu neuen Ufern         | 22. März 2019    | Joseph Orr        | Anja Flade-Kruse                   | 5,54 Mio. (18,0 % MA) | Berlin und auf der Insel Rügen                                            | Praxis mit Meerblick VI                   | 05.09.2018–06.10.2018 |
| 7     | Alte Freunde               | 6. März 2020     | Jan Růžička       | Michael Vershinin                  | 4,31 Mio. (14,0 % MA) | Berlin, Rügen, Stralsund                                                  | Alte Wunden                               | 29.04.2019–01.07.2019 |
| 8     | Sehnsucht                  | 13. März 2020    | Jan Růžička       | Marcus Hertneck                    | 4,50 Mio. (14,3 % MA) | Berlin, Rügen, Stralsund                                                  | Kurschatten                               | 29.04.2019–01.07.2019 |
| 9     | Familienbande              | 20. März 2020    | Wolfgang Eißler   | Anja Flade-Kruse                   | 5,10 Mio. (14,4 % MA) | Berlin, Rügen, Stralsund                                                  |                                           | 02.09.2019–01.10.2019 |
| 10    | Herzklopfen                | 19. März 2021    | Jan Růžička       | Michael Vershinin                  | 4,20 Mio. (13,2 % MA) | Sassnitz, Rügen, Berlin                                                   | Beziehungskisten                          | 18.05.2020–19.06.2020 |
| 11    | Vatertag auf Rügen         | 26. März 2021    | Jan Růžička       | Marcus Hertneck                    | 5,17 Mio. (15,8 % MA) | Sassnitz, Rügen, Berlin                                                   | Herrentag                                 | 20.06.2020–21.07.2020 |
| 12    | Hart am Wind               | 2. April 2021    | Gunnar Fuss       | Anja Flade-Kruse                   | 5,32 Mio. (16,7 % MA) | Rügen, Berlin                                                             |                                           | 25.08.2020–24.09.2020 |
| 13    | Mutter und Sohn            | 1. April 2022    | Jan Růžička       | Marcus Hertneck                    | 4,08 Mio. (14,0 % MA) | Rügen, Berlin                                                             | Heimkehrer                                | 20.04.2021–22.06.2021 |
| 14    | Was wirklich zählt         | 8. April 2022    | Jan Růžička       | Michael Vershinin                  | 3,80 Mio. (13,3 % MA) | Rügen, Berlin                                                             | Was wirklich zählt                        | 20.04.2021–22.06.2021 |
| 15    | Schwesterherz              | 15. April 2022   | Kerstin Ahlrichs  | Anja Flade-Kruse                   | 4,19 Mio. (15,4 % MA) | Rügen, Berlin                                                             | Praxis mit Meerblick – Selbst und ständig | 10.08.2021–07.09.2021 |
| 16    | Rügener Sturköpfe          | 14. April 2023   | Jan Růžička       | Marcus Hertneck, Lars Albaum       | 4,01 Mio. (14,8 % MA) | Sassnitz, Göhren, Binz und Altenkirchen auf Rügen sowie in Berlin         | Praxis mit Meerblick – Immer bereit       | 27.04.2022–29.06.2022 |
| 17    | Dornröschen                | 21. April 2023   | Jan Růžička       | Marcus Hertneck, Lars Albaum       | 3,67 Mio. (14,3 % MA) | Sassnitz, Göhren, Binz und Altenkirchen auf Rügen sowie in Berlin         | Praxis mit Meerblick – Dornröschen        | 27.04.2022–29.06.2022 |
| 18    | Schwindel                  | 28. April 2023   | Kerstin Ahlrichs  | Anja Flade-Kruse                   | 3,96 Mio. (15,0 % MA) | Sassnitz, Mukran, Neuenkirchen und Altenkirchen auf Rügen sowie in Berlin | Praxis mit Meerblick – Schwindel          | 23.08.2022–24.09.2022 |
| 19    | Kleine Wunder              | 12. April 2024   | Jan Růžička       | Anja Flade-Kruse                   | 4,16 Mio. (16,8 % MA) | Rügen & Berlin                                                            | Praxis mit Meerblick – Volle Fahrt voraus | 03.05.2023–05.07.2023 |
| 20    | Die Kämpferin              | 19. April 2024   | Jan Růžička       | Markus Hertneck                    | 3,92 Mio. (15,4 % MA) | Rügen & Berlin                                                            | Praxis mit Meerblick – Die Kämpferin      | 03.05.2023–05.07.2023 |
| 21    | Schiffbruch                | 26. April 2024   | Franziska Hörisch | Michael Vershinin                  | 3,72 Mio. (14,9 % MA) | Rügen & Berlin                                                            | Praxis mit Meerblick – Schiffbruch        | 29.08.2023–26.10.2023 |
| 22    | Geheimnisse                | 3. Mai 2024      | Franziska Hörisch | Marcus Hertneck                    | 3,65 Mio. (14,4 % MA) | Rügen & Berlin                                                            | Praxis mit Meerblick – Geheimnisse        | 29.08.2023–26.10.2023 |
| 23    | Volle Kraft voraus         | 11. April 2025   | Jan Růžička       | Michael Vershinin                  | 3,38 Mio. (14,4 % MA) | Rügen & Berlin                                                            | Praxis mit Meerblick – Alle in einem Boot | 09.04.2024–13.06.2024 |
| 24    | Verlobung mit Hindernissen | 18. April 2025   | Jan Růžička       | Marcus Hertneck                    | 3,78 Mio. (15,6 % MA) | Rügen & Berlin                                                            | Praxis mit Meerblick – Das Versprechen    | 09.04.2024–13.06.2024 |
| 25    | Neun Leben                 | 25. April 2025   | Franziska Hörisch | Michael Vershinin                  | 3,71 Mio. (15,7 % MA) | Rügen & Berlin                                                            |                                           | 27.08.2024–25.10.2024 |
| 26    | Romeo & Julia              | 2. Mai 2025      | Franziska Hörisch | Anja Flade-Kruse                   | 3,44 Mio. (15,7 % MA) | Rügen & Berlin                                                            |                                           | 27.08.2024–25.10.2024 |
| Folge | Titel                      | Erstausstrahlung | Regie             | Drehbuch                           | Einschaltquoten       | Drehorte                                                                  | Arbeitstitel                              | Drehzeitraum          |

## Zuschauerzahlen
- Diagrammdaten:
- Definition |
- Rohdaten |
- Hilfe